# Tour de France 1926
| 20. Tour de France 1926 – Endstand |                     |                           |
| Streckenlänge                      | 17 Etappen, 5745 km | 17 Etappen, 5745 km       |
| Toursieger                         | Lucien Buysse       | 238:44:25 h (24,064 km/h) |
| Zweiter                            | Nicolas Frantz      | + 1:22:25 h               |
| Dritter                            | Bartolomeo Aimo     | + 1:22:51 h               |
| Vierter                            | Théophile Beeckman  | + 1:43:54 h               |
| Fünfter                            | Félix Sellier       | + 1:49:13 h               |
| Sechster                           | Albert Dejonghe     | + 1:56:15 h               |
| Siebenter                          | Lion Parmentier     | + 2:09:20 h               |
| Achter                             | Georges Cuvelier    | + 2:28:32 h               |
| Neunter                            | Jules Buysse        | + 2:37:03 h               |
| Zehnter                            | Marcel Bidot        | + 2:53:54 h               |

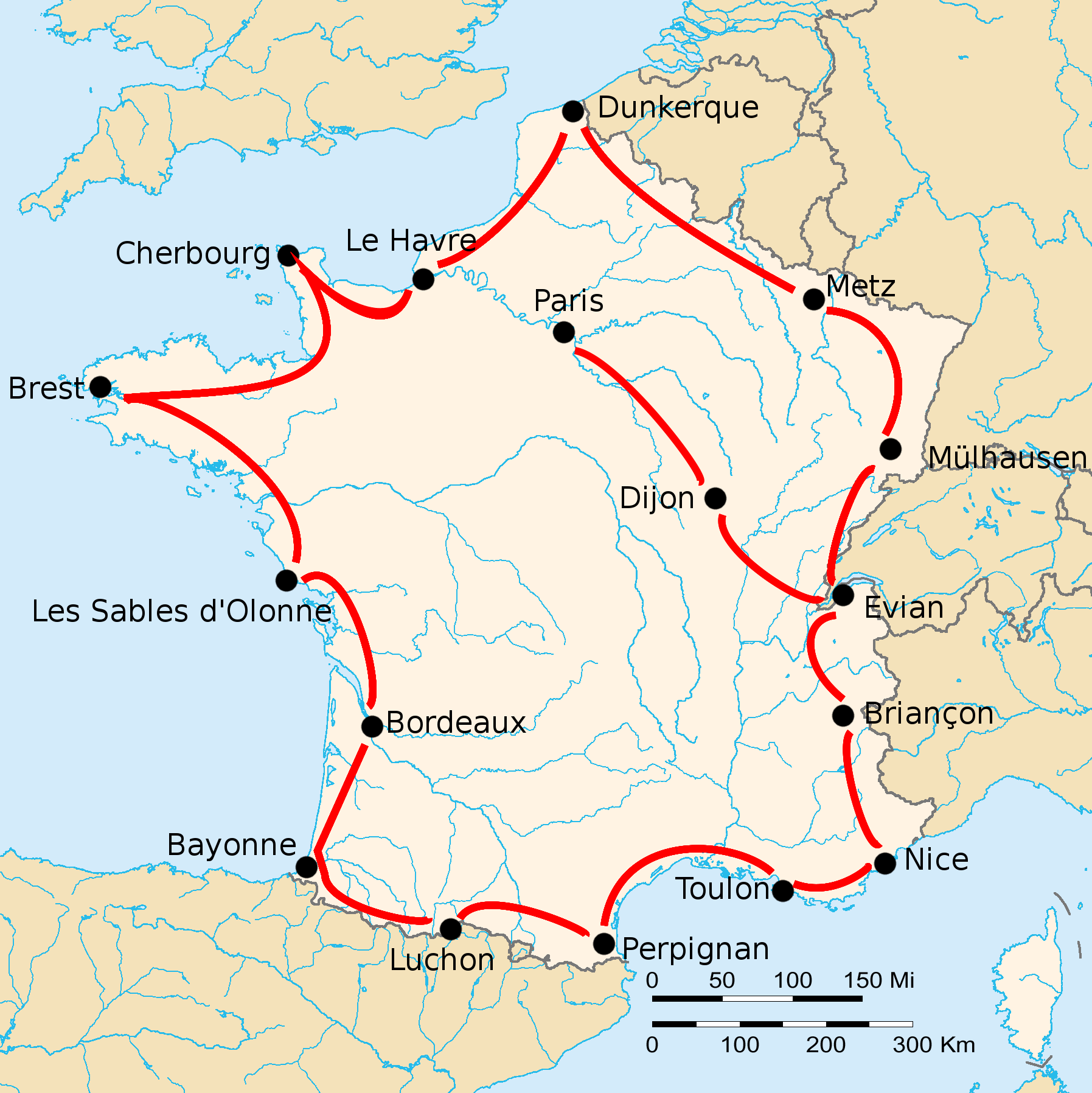
Streckenkarte der Tour de France 1926

Die 20. Tour de France fand vom 20. Juni bis 18. Juli 1926 statt und führte über 17 Etappen. 126 Fahrer nahmen an der Rundfahrt teil, 41 davon wurden am Ende klassifiziert. Mit der Startnummer 138 ist erstmals ein Japaner, Kisso Kawamuro, am Start.

## Strecke
Der Start erfolgte zum ersten Mal nicht in der französischen Hauptstadt, sondern in Évian-les-Bains. Von dort führte die große Schleife gegen den Uhrzeigersinn durch Frankreich und erreichte dann erneut Évian, von wo aus die Fahrer nach Paris, dem Ziel der Rundfahrt fuhren.
Die Strecke war mit einer Distanz von 5745 km bis heute die längste in der Geschichte der Tour de France.

## Rennverlauf
Der Belgier Lucien Buysse konnte sich in den Pyrenäen einen deutlichen Vorsprung auf die anderen Favoriten herausfahren, er gewann die Etappe nach Luchon mit über 25 Minuten Vorsprung. Auch am nächsten Tag zeigte sich Buysse in guter Verfassung und konnte auch die zweite Pyrenäen-Etappe der Tour gewinnen. Der Luxemburger Nicolas Frantz, am Ende im Gesamtklassement Zweiter, konnte sich über vier Etappensiege freuen.

## Die Etappen
| Etappen    | Start – Ziel                   | km  | Etappensieger           | Gelbes Trikot          |
| ---------- | ------------------------------ | --- | ----------------------- | ---------------------- |
| 1. Etappe  | Évian-les-Bains – Mülhausen    | 373 | Jules Buysse            | Jules Buysse           |
| 2. Etappe  | Mülhausen – Metz               | 334 | Aimé Dossche            | Jules Buysse           |
| 3. Etappe  | Metz – Dunkerque               | 433 | Gustaaf Van Slembrouck  | Gustaaf Van Slembrouck |
| 4. Etappe  | Dunkerque – Le Havre           | 361 | Gustaaf Sellier         | Gustaaf Van Slembrouck |
| 5. Etappe  | Le Havre – Cherbourg           | 357 | Adelin Benoît           | Gustaaf Van Slembrouck |
| 6. Etappe  | Cherbourg – Brest              | 405 | Joseph Van Dam          | Gustaaf Van Slembrouck |
| 7. Etappe  | Brest – Les Sables-d’Olonne    | 412 | Nicolas Frantz          | Gustaaf Van Slembrouck |
| 8. Etappe  | Les Sables-d’Olonne – Bordeaux | 285 | Joseph Van Dam          | Gustaaf Van Slembrouck |
| 9. Etappe  | Bordeaux – Bayonne             | 189 | Nicolas Frantz          | Gustaaf Van Slembrouck |
| 10. Etappe | Bayonne – Luchon               | 326 | Lucien Buysse           | Lucien Buysse          |
| 11. Etappe | Luchon – Perpignan             | 323 | Lucien Buysse           | Lucien Buysse          |
| 12. Etappe | Perpignan – Toulon             | 427 | Nicolas Frantz          | Lucien Buysse          |
| 13. Etappe | Toulon – Nizza                 | 280 | Nicolas Frantz          | Lucien Buysse          |
| 14. Etappe | Nizza – Briançon               | 275 | Bartolomeo Aimo         | Lucien Buysse          |
| 15. Etappe | Briançon – Évian-les-Bains     | 303 | Joseph Van Dam          | Lucien Buysse          |
| 16. Etappe | Évian-les-Bains – Dijon        | 321 | Camille Van De Casteele | Lucien Buysse          |
| 17. Etappe | Dijon – Paris                  | 341 | Camille Van De Casteele | Lucien Buysse          |